# Casone (Pitigliano)
Casone est une frazione située sur la commune de Pitigliano, province de Grosseto, en Toscane, Italie. Au moment du recensement de 2011 sa population était de 124 habitants.

## Géographie
Casone est un village situé sur les collines du tuf à 10 km de Pitigliano, le long de la route nationale 74 Maremmana, à la limite orientale du territoire communal, à la frontière avec la région du Latium.

## Monuments
- Église San Paolo della Croce[2]
- Monument aux morts de Casone